# رتيلاء
الرُتَيْلاء أو الرٌّتَيْلَى أو عنكبوت ترنتولا (الاسم العلمي: Tarantula) اسم عام يطلق على مجموعة من العناكب كبيرة الحجم ذات الشعر. وتوجد الرتيلاء في الأجواء الدافئة، مثل المناطق الجنوبية والغربية من الولايات المتحدة، وفي المناطق الاستوائية بأكملها. وبعضها يعيش أكثر من عشرين عاماً. وقد أخذت الرتيلاء اسمها من عنكبوت ذئبي ضخم يوجد حول نارانتو في جنوبي إيطاليا. وكان الناس في وقت من الأوقات يعتقدون أن عضة هذا العنكبوب تسبب مرضاً يسمى هَوَسَ الرقص. وكان الضحايا ـ كما كان يُعتقد ـ يقفزون في الهواء ويجرون من مكان إلى مكان محدثين ضوضاء غريبة، وطبقاً لبعض المعتقدات الخاطئة، فإن أنجح علاج كان يتمثل في الرقصة الإيطالية المليئة بالحيوية والتي عرفت بالتارنتية.
العنكبوت الطيري الذي يعيش في أمريكا الجنوبية، أحد أكبر العناكب في العالم وهو أيضاً من فصيلة الرتيلاء، وله جسم يتراوح طوله بين ما يقرب من 7,5 إلى 9 سم. ويمكن أن يمد أطرافه حوالي 18سم. وتعيش بعض العناكب الطيرية في الأشجار وتقتات الطيور الصغيرة. وبعض العناكب الرتيلائية في البرازيل تأكل الزواحف الصغيرة، والبرمائيات. والنوع الأسترالي الذي ينتمي إلى مجموعة الرتيلاء المسماة النسيج الأنبوبي، أكثر إثارة للرعب من عنكبوت الأرملة السوداء ـ وعنبكوت الباب السحري نوع من الرتيلاء الموجودة في المناطق الدافئة من العالم.
والرتيلاء الموجودة في الولايات المتحدة وديعة وتعيش في الجحور. وخطورة عضتها على الإنسان لاتزيد عن خطورة لسعة النحلة. وتتكون وسيلتها الدفاعية الرئيسية من آلاف الشعيرات الجسمية المجهرية المهيجة التي يمكن أن تطلق في الهواء بحركات احتكاكية تصدر من الأرجل. وتعتبر لسعة بعض عناكب الرتيلاء التي تعيش في أمريكا الجنوبية خطيرة.